# Polyodontosaurus
Polyodontosaurus (букв. «багатозуба ящірка») — потенційно сумнівний рід троодонтів, названий та описаний у 1932 році Чарльзом В. Гілмором за лівим зубним рядом з формації Dinosaur Park. Тривалий час він вважався синонімом стеноніхозавра або троодона, перш ніж був оголошений nomen dubium. Єдиним відомим видом є типовий P. grandis.